# Thysanothecium scutellatum
Thysanothecium scutellatum är en lavart som först beskrevs av Elias Fries, och fick sitt nu gällande namn av D. J. Galloway. Thysanothecium scutellatum ingår i släktet Thysanothecium och familjen Cladoniaceae.   Inga underarter finns listade i Catalogue of Life.